# Де ла Поли
Де ла Поль (англ. De la Pole family) — английский дворянский род, известный в XIII—XVI веках, представители которого носили титулы графа, маркиза и герцога Саффолк, а также барона де ла Поль. Возвышение рода началось благодаря двум братьям, Ричарду (умер в 1345) и Уильяму, занимавшимся торговлей вином, а затем и шерстью. Первый стал дворецким королевского двора Эдуарда III, второй, сосредоточившийся на торговле шерстью, давал королю крупные ссуды для финансирования военных походов на первом этапе Столетней войны. Сын Уильяма, Майкл, вошёл в состав высшей английской знати и был вызван как 1-й граф Саффолк.
Представители рода играли заметную роль в истории Англии с конца XIV до начала XVI века. Пик славы рода пришёлся на середину XV века, когда Уильям де ла Поль, 4-й граф Саффолк, получивший затем герцогский титул, играл ведущую роль в управлении Англией при Генрихе VI, однако недовольство его политикой привело к изгнанию и убийству. Его сын женился на представительнице Йоркской ветви английского королевского дома, благодаря чему де ла Поли приобрели права на английский престол, что предопределило недоверие к ним короля Генриха VII. В итоге двое представителей рода, Эдмунд де ла Поль, 3-й герцог Саффолк, и его брат Ричард, в начале XVI века бежали ко двору императора Священной Римской империи, став пешками в международной политике. Эдмунд в итоге был выдан в Англию и казнён, а попытки Ричарда претендовать на трон успехами не увенчались; он служил наёмником у короля Франции и погиб в битве при Павии в 1525 году. Последний представитель рода, Уильям де ла Поль, больше 30 лет провёл в заключении в Тауэре. После его смерти в 1539 году род угас.
Существовали также другие рода с таким прозванием, но неизвестно, находятся ли они в родстве.

## Происхождение
Первыми достоверно известными представителями рода были трое братьев: Ричард (умер в 1345), Уильям и Джон де ла Поли. О их происхождении существует несколько версий. В ряде источников упоминается, что отца братьев де ла Поль звали Уильям и что он происходил или из Равенсера, или из Халла. Это имя указывают как ряд источников Викторианской эпохи, так и историки XVII века — Уильям Дагдейл и Уильям Кемден. Один из исследователей, Чарльз Фрост, отмечает, что описание статуса отца Уильяма достаточно противоречиво: в одних источниках он назван купцом, в других — рыцарем. Также высказывалось предположение, что братья де ла Поль могли быть родственниками Уильяма де ла Поля, торговца из Тотнеса, однако документальных доказательств этого не существует.
В первой половине XIV века в Халле упоминается несколько людей по имени Уильям де ла Поль. Второй упоминаемый Уильям де ла Поль был сыном Ричарда де ла Поля, брата Уильяма Старшего. При этом исследователь А. Харви не обнаружил никаких документальных свидетельств существования в Халле или Равенсере отца Уильяма и Ричарда, указав, что братья не раскрывали происхождения и места рождения отца, поэтому «эта тайна остаётся неразгаданной».
В некоторых источниках указывается, что мать братьев де ла Поль звали Елена, она после смерти мужа вышла замуж за Джона Ротенхеринга, купца из Халла. По мнению Харви, идентификация Елены в качестве матери братьев де ла Поль ошибочна и основана на неверной интерпретации завещания Джона Ротенхеринга. Исследователь считает, что они были сиротами из важной семьи, а Джон Ротенхеринг из Халла и Роберт Ротенхеринг из Равенсера, оба крупные торговцы, выступали в качестве их опекунов. После же смерти Джона Ротенхеринга, единственная дочь которого умерла в 1340 году без наследников, братья унаследовали бо́льшую часть собственности опекуна.
Фрост высказывал предположение, что отцом братьев де ла Поль мог быть сэр Уильям де ла Поль из Поуисленда, четвёртый сын валлийского князя Грифида ап Гвенвинвина, но эту гипотезу Харви подверг сомнению, поскольку данное утверждение противоречит тому, что тот же Фрост называет мать Уильяма Еленой, в то время как вдовой Уильяма де ла Поля из Поуисленда была Глэдис (умерла в 1344), которая замуж больше не выходила. Сам Харви предположил, что Уильям мог быть сыном сэра Льюиса (Лливелина) де ла Поля (умер в 1294) и его жены Сибиллы, внуком сэра Гриффина де ла Поля из Лондона. По его мнению, косвенным доказательством рыцарского происхождения Уильяма является его опека крупными торговцами, а также последующая быстрая карьера, которая включала в себя тесные связи с королевским двором.

## История
О младшем из трёх братьев, Джоне, известно мало. Двое старших же, Ричард и Уильям, играли заметную роль в истории Англии. Изначально они были купцами в Равенсере, но в 1310-е годы перебрались в Кингстон-апон-Халл. Первоначально они занимались импортом гасконского вина, а к 1317 году стали помощниками главного королевского дворецкого, занимаясь закупкой вин для короля. Между 1321 и 1327 годами Ричард также собирал там королевские пошлины, а в 1321—1324 годах братья были камергерами Кингстон-апон-Халла, финансируя строительство городских стен для защиты от набегов шотландцев, потратив на это 306 фунтов. Ричард в мае 1322 и сентябре 1327 года был членом парламента. После того как к власти в Англии пришёл Роджер Мортимер, 1-й граф Марч, благодаря его влиянию Ричард стал главным дворецким королевского двора. Карьера его брата двигалась параллельно. В 1320-е годы Уильям начал по большей части экспортировать шерсть из Халла. В этот же период он начал финансировать короля Эдуарда II, который конфликтовал с королём Франции из-за Аквитании.
В 1331 году дороги братьев, разделивших общие активы, разошлись. Старший, Ричард, в 1333 году вновь стал дворецким королевского двора, занимая этот пост до 1338 года, а в 1340 году был посвящён королём в рыцари. Он умер в 1345 году. От брака с Джоан Ричард оставил 2 сыновей и 3 дочерей. Из них старший, Уильям (1316 — 26 июня 1366), который к моменту смерти отца был крупным землевладельцем в Нортгемптоншире, от брака с Маргарет Певерил оставил единственного сына Джона, женившегося на Джоан Кобем, дочери и наследнице Джона Кобема, 3-го барона Кобема из Кента. В этом браке родилась единственная дочь Джоан, ставшая наследницей владений Кобемов. Уильям же, брат Ричарда, сосредоточился на торговле шерстью, а также давал крупные ссуды королю Эдуарду III, которому требовались деньги для ведения войн с Шотландией и Францией. После начала Столетней войны Уильям жил за счёт доходов от торговли шерстью, но основанная им шерстяная компания прогорела из-за злоупотреблений её сотрудников, а сам он оказался под судом из-за обвинения в контрабанде шерсти. Позже Уильям был выпущен и основал новую, более успешную компанию, но затем отошёл от её управления. После того как король Эдуард III перестал нуждаться в финансировании своих военных походов, он в 1350-е годы вновь пытался судить Уильяма за прошлые прегрешения, что стоило тому части состояния. В итоге ему всё же удалось сохранить значительное состояние, а в январе 1366 года, за 5 месяцев до его смерти, Майкл, наследник Уильяма, который был рыцарем принца Уэльского Эдуарда, был вызван в английский парламент как барон де ла Поль.
Майкл был одним из фаворитов молодого короля Ричарда II, став его доверенным советником. Он был канцлером Англии в 1383—1386 годах, а в 1385 году получил титул графа Саффолка. Однако после того как власть захватили лорды-апеллянты, Майкл в 1388 году был вынужден бежать из Англии, его владения и титулы были конфискованы по решению Безжалостного парламента. Он умер в изгнании в 1389 году.
Наследник 1-го графа Саффолка, Майкл де ла Поль, в отличие от отца был близок к некоторым апеллянтам, благодаря чему сохранил несколько поместий. После смерти отца ему удалось вернуть некоторые родовые владения, но титул графа Саффолка он получил только в 1398 году. Он поддержал свержение Ричарда II. Хотя первое заседание парламента при новом короле, Генрихе IV, восстановило акты, принятые Безжалостным парламентом, новый король лично вернул Майклу владения и титулы отца. Всю оставшуюся жизнь он стремился вернуть оставшиеся владения де ла Полей и не играл заметной роли при английском дворе, сосредоточившись на упрочнении своей власти на региональном уровне. В 1415 году он присоединился к походу Генриха V во Францию, где возобновилась Столетняя война, и где он умер от дизентерии 17 сентября во время осады Арфлёра.
Поскольку старший сын 2-го графа, Майкл де ла Поль, 3-й граф Саффолк, вскоре после смерти отца погиб в битве при Азенкуре, наследником владений де ла Полей стал Уильям де ла Поль, 4-й граф Саффолк. Он был важной фигурой при дворе короля Генриха VI, став во второй половине 1440-х годов фактическим правителем Англии, получив в 1444 году титул маркиза Саффолка, в 1447 году — графа Пембрука и должность адмирала Англии, а в 1448-м — герцога Саффолка. Однако после окончательного поражения Англии в Столетней войне вина за военные неудачи была возложена именно на Уильяма. В 1450 году он был смещён со всех должностей, его владения были конфискованы. Уильям был приговорён к изгнанию, что не устроило его соперников. В итоге корабль, на котором он плыл, был перехвачен, а сам он убит.
Наследник Уильяма, Джон де ла Поль, в момент убийства отца был несовершеннолетним. Хотя ему позволили унаследовать владения и титулы отца, но есть сообщения о том, что в 1460 году его титул понизили до графского. В 1458 году Джон женился на Елизавете Йоркской, дочери герцога Ричарда Йоркского и сестре будущих королей Эдуарда IV и Ричарда III, и стал во время войны Алой и Белой розы поддерживать йоркистов. После того как английскую корону захватил Эдуард IV, в 1463 году был подтверждён герцогский статус Джона, а его старший сын и наследник Джон де ла Поль получил в 1467 году титул графа Линкольна. Герцог не участвовал в битве при Босуорте, в которой погиб Ричард III, после чего королём стал Генрих VII. В итоге Джон сохранил свои владения и титул герцога Саффолка. Он умер в 1492 году.
Поскольку сыновья Джона де ла Поля, 2-го герцога Саффолка, были племянниками королей Эдуарда IV и Ричарда III, они имели права на английский престол, что предопределило недоверие к ним короля Генриха VII. Старший из братьев, Джон, граф Линкольн, в 1484 году фактически стал наследником своего дяди Ричарда III. Он восстал в 1487 году против нового короля и погиб в битве при Стоук-Филде. Следующий сын, Эдмунд де ла Поль, смог унаследовать отцовские владения, однако был вынужден в обмен согласиться на понижение титула до графского — в том числе и по той причине, что он не обладал достаточным богатством, чтобы поддерживать статус герцога. Хотя он оставался верен королю, отношение к нему Генриха VII, опасавшегося прав де ла Полей на английский престол, привело к тому, что в 1499 году Эдмунд бежал из Англии ко двору герцога Бургундского, женатого на его тёте. В том же году он вернулся, но положение его мало изменилось. В итоге Эдмунд вместе с младшим братом Ричардом в 1501 году вновь бежал из Англии ко двору императора Священной Римской империи Максимилиана I, надеясь, что тот поддержит его притязания на английский престол. При дворе императора Эдмунд стал планировать вторжение в Англию. В ответ Генрих VII в 1402 году заключил под стражу его друзей, оставшихся в Англии, и младшего брата, Уильяма. Сам граф Саффолк был объявлен вне закона. Не имевший большого политического опыта, Эдмунд стал пешкой в международной политике. Император Максимилиан в июле 1502 года согласился не укрывать английских беженцев. В 1506 году Саффолк, получивший от короля обещание сохранить ему жизнь, вернулся в Англию и 24 апреля был заключён в Тауэр. После того как в 1509 году на английский престол вступил Генрих VIII, Эдмунд был исключён из общего списка помилованных, а в 1513 году его казнили.
На свободе оставался Ричард де ла Поль, младший брат Эдмунда, который нашёл прибежище у Эрара де Ламарка, князя-епископа Льежского. После казни старшего брата он принял титул графа Саффолка и официально заявил о своих притязаниях на английский трон. У него на службе было немало англичан, бежавших из Англии. Он безрезультатно пытался добиться помощи короля Франции Людовика XII для вторжения в Англию. В 1522 году отношения между Англией и Францией вновь обострились, в результате король Франции Франциск I оказался заинтересован в услугах Ричарда. Вместе с Джоном Стюартом, герцогом Олбани, он стал планировать вторжение, в то время как его люди пытались организовать восстание в Восточной Англии. Однако вторжение так и не состоялось. 24 февраля 1525 года Ричард в составе армии французского короля принял участие в битве при Павии, во время которой погиб.
Последним представителем рода де ла Полей оставался Уильям, брат Ричарда, который с 1502 года содержался в Тауэре. Он умер в 1539 году, после чего род угас.
Существовала ещё младшая ветвь рода — потомки Эдмунда де ла Поля (умер в 1417), младшего брата 1-го графа Саффолка. Её представители упоминаются в конце XIV — начале XV века.

## Генеалогия
- сэр Уильям де ла Поль из Поуисленда[англ.][4] или сэр Льюис (Лливелин) де ла Поль[7]; жена: Елена[4][6] или Сибилла[7].
  - сэр Ричард ле ла Поль (умер 1 августа 1345), купец, камергер Кингстон-апон-Халла в 1321—1324 годах, главный королевский дворецкий в 1327—1331 и 1333—1338 годах, рыцарь с 1340; жена: Джоанна[6][8][11].
    - Уильям де ла Поль (1316 — 26 июня 1366), землевладелец в Брингтоне и Эшби (Нортгемптоншир); жена: Маргарет Певерил, дочь Эдмунда Певерила[6][8][11].
      -  Джон де ла Поль; жена: с 21 октября 1362 Джоан Кобем (умерла в 1388), дочь Джона Кобема, 3-го барона Кобема из Кента, и Маргарет де Куртене[6][11].
        -  Джоан де ла Поль (умерла 13 января 1434), 4-я баронесса Кобем из Кента с 1408[6][11].

    - Джон де ла Поль[6].
    - Джоан де ла Поль; муж: Ральф Бассет из Уэлдона[6].
    - Элизабет де ла Поль, монахиня[6].
    -  Маргарет де ла Поль[6].

  - сэр Уильям де ла Поль (1290/1295 — 21 июня 1366), финансист, купец и королевский ростовщик, второй судья суда казначейства в 1339—1340 годах, рыцарь-баннерет с 1339 года; жена: Кэтрин Уингфилд (де Норвич) (умерла 28 января 1382), дочь Уолтера де Норвича[6][8][11].
    - Майкл де ла Поль (около 1330 — 6 августа 1389), 1-й барон де ла Поль с 1366 года, 1-й граф Саффолк с 1385 года, канцлер Англии в 1383—1386 годах. В 1388 году владения и титулы были конфискованы; жена: Кэтрин Уингфилд (около 1348 — до 1 октября 1386), дочь Джона Уингфилда и Элеанор де Гланвиль[11][8].
      - Майкл де ла Поль (около 1367 — 17 сентября 1415), 2-й граф Саффолк с 1398 года; жена: с 1283 Кэтрин Стаффорд (умерла 8 апреля 1415), дочь Хьюго де Стаффорда, 2-го графа Стаффорда[11][12].
        - Изабелла де ла Поль (умерла 8 февраля 1467); муж: до 5 февраля 1405 Томас Морли (1392/1393 — 6 декабря 1435), 5-й барон Морли с 1416[11].
        - Майкл де ла Поль (1394 — 25 октября 1415), 3-й граф Саффолк с 1415 года; жена: до 24 ноября 1403 Элизабет Моубрей (умерла после 1 декабря 1423), дочь Томаса Моубрея, 1-го герцога Норфолка, и Элизабет Фицалан[11][12].
          - Кэтрин де ла Поль (6 мая 1410 — ?), монахиня в Бруисярде (Саффолк) с 9 мая 1423 года[11].
          - Элизабет де ла Поль (22 июля 1411 — до 12 июля 1422)[11].
          -  Изабелла де ла Поль (4 июня 1415 — до 12 июля 1422)[11].

        - Уильям де ла Поль (16 октября 1396 — 2 мая 1450), 4-й граф Саффолк с 1415 года, 1-й маркиз Саффолк с 1444 года, 1-й граф Пембрук с 1447 года, 1-й герцог Саффолк с 1448 года, лорд-адмирал Англии с 1447 года; жена: с 11 ноября 1430 Алиса Чосер (около 1404—1475), дочь Томаса Чосера и Мод Бергерш, вдова Джона Филиппа и Томаса Монтегю, 4-го графа Солсбери[11][13].
          - Анна де ла Поль; муж: Гальярд IV де Дюрфор (умер в 1481), сеньор де Дюрас[11].
          -  Джон де ла Поль (27 сентября 1442 — между 29 октября 1491 и 27 октября 1492), 2-й герцог Саффолк в 1450—1460, 1463—1491 годах, 5-й граф Саффолк в 1460—1463 годах; 1-я жена: с 1450 (аннулирован до 24 марта 1453) Маргарет Бофорт (31 мая 1443 — 29 июня 1509), дочь Джона Бофорта, 1-го герцога Сомерсета, и Маргарет Бошан из Блетсо[К 3]; 2-я жена: с августа 1461 года Елизавета Йоркская (22 апреля 1444 — между 7 января 1503 и 3 мая 1504[11][14].
            - (от 2-го брака) Джон де ла Поль (около 1462 — 16 июня 1487), 1-й граф Линкольн с 1467 года, наследник английского престола в 1484—1485 годах[11][15].
            - (от 2-го брака) Джоффри де ла Поль (1464 — после 1499)[11]
            - (от 2-го брака) Эдвард де ла Поль (1466—1485), архидьякон в Ричмонде[11].
            - (от 2-го брака) Элизабет де ла Поль (около 1468 — после 31 декабря 1489); муж: Генри Ловел (около 1466 — 13 июня 1489), 8-й барон Морли с 1476 года[11].
            - (от 2-го брака) Эдмунд де ла Поль (1471/1472 — 30 апреля 1513), 3-й герцог Саффолк 1492—1493 годах, 6-й граф Саффолк в 1493—1504 годах, претендент на английский престол, с марта 1506 года находился в заключении в Тауэре; жена: до 10 октября 1496 Маргарет Скруп (умерла в феврале 1515), дочь Ричарда Скрупа и Элизабет Уошборн[11][16].
              -  Элизабет де ла Поль, монахиня в Олдгейте (Лондон)[11].

            - (от 2-го брака) Дороти де ла Поль, умерла в детстве[11]
            - (от 2-го брака) Хамфри де ла Поль (1474—1513), священник[11]
            - (от 2-го брака) Анна де ла Поль (1476—1495), монахиня[11]
            - (от 2-го брака) Кэтрин де ла Поль (ок. 1477—1513); муж: Уильям Стуртон (ок. 1457—1523), 5-й барон Стуртон[11]
            - (от 2-го брака) Уильям де ла Поль (1478—1539), рыцарь, содержался с 1502 года до самой смерти в Лондонском Тауэре[11]
            - (от 2-го брака)  Ричард де ла Поль (около 1480 — 24 февраля 1525), титулярный герцог Саффолк с 1513 года, последний йоркский претендент на английский королевский трон[17].

        - Томас де ла Поль[11].
          -  Кэтрин де ла Поль (умерла в 1488); 1-й муж: с 1438 Майлз (Миль) де Степлтон (умер в 1466); 2-й муж: Ричард д’Аркур (умер в 1486)[11].

        - Джон де ла Поль (умер до 1 июля 1415)[11].
        - Элизабет де ла Поль (умерла до 3 апреля 1440); 1-й муж: сэр Эдвард Бёрнелл (умер 23 сентября 1415); 2-й муж: с около 1425 сэр Томас Кердерстон (умер 20 июля 1446)[11].
        -  Кэтрин де ла Поль, аббатиса Барклинга[11].

    - Эдмунд де ла Поль (умер в 1419), основал младшую (рыцарскую) ветвь рода[11][3].
    - Уолтер де ла Поль[11].
    - Томас де ла Поль[11].
    - Бланка де ла Поль (умерла после 1378); муж: не позднее 21 февраля 1352 Ричард Скруп (1326/1327 — 30 мая 1403), 1-й барон Скруп из Болтона с 1371[11].
    -  Маргарет де ла Поль; муж: с 1344 Роберт Невилл из Хорнби (умер в 1413)

  -  Джон де ла Поль[11].